# Africký pohár národů 2008 (soupisky)
Tento článek se zabývá informacemi o sestavách týmů, které se v roce 2008 účastnily Afrického poháru národů v Ghaně. Všechny informace jsou aktuální k datu 20. ledna 2008.

## Skupina A

### Ghana
Hlavní trenér: Claude Le Roy
| 0Čís.0 | Poz. | Hráč                 | Datum narození (věk)        | Záp. | Góly | Klub                       |
| ------ | ---- | -------------------- | --------------------------- | ---- | ---- | -------------------------- |
|        |      | Sammy Adjei          | 1. září 1980 (27 let)       |      |      | Ashdod                     |
|        |      | Hans Sarpei          | 28. června 1976 (31 let)    |      |      | Bayer Leverkusen           |
|        |      | Asamoah Gyan         | 22. listopadu 1985 (22 let) |      |      | Udinese Calcio             |
|        |      | John Paintsil        | 15. června 1981 (26 let)    |      |      | West Ham United            |
|        |      | John Mensah          | 29. listopadu 1982 (25 let) |      |      | Stade Rennais FC           |
|        |      | Anthony Annan        | 21. července 1986 (21 let)  |      |      | IK Start                   |
|        |      | Laryea Kingston      | 7. listopadu 1980 (27 let)  |      |      | Hearts                     |
|        |      | Michael Essien       | 3. prosince 1982 (25 let)   |      |      | Chelsea                    |
|        |      | Junior Agogo         | 1. srpna 1979 (28 let)      |      |      | Nottingham Forest          |
|        |      | Kwadwo Asamoah       | 12. září 1988 (19 let)      |      |      | Liberty Professionals      |
|        |      | Sulley Muntari       | 27. srpna 1984 (23 let)     |      |      | Portsmouth                 |
|        |      | André Ayew           | 17. prosince 1989 (18 let)  |      |      | Marseille                  |
|        |      | Baffour Gyan         | 2. července 1980 (27 let)   |      |      | FC Saturn Moskevská oblast |
|        |      | Bennard Yao Kumordzi | 21. března 1985 (22 let)    |      |      | Panionios GSS              |
|        |      | Ahmed Barusso        | 26. prosince 1984 (23 let)  |      |      | AS Roma                    |
|        |      | Abdul Fatawu Dauda   | 6. dubna 1985 (22 let)      |      |      | Ashanti Gold               |
|        |      | Nana Akwasi Asare    | 11. července 1986 (21 let)  |      |      | KV Mechelen                |
|        |      | Eric Addo            | 12. listopadu 1978 (29 let) |      |      | PSV Eindhoven              |
|        |      | Illiasu Shilla       | 26. října 1982 (25 let)     |      |      | FC Saturn Moskevská oblast |
|        |      | Quincy Owusu-Abeyie  | 15. dubna 1986 (21 let)     |      |      | Celta de Vigo              |
|        |      | Harrison Afful       | 24. června 1986 (21 let)    |      |      | Asante Kotoko              |
|        |      | Richard Kingson (C)  | 13. června 1981 (26 let)    |      |      | Birmingham City            |
|        |      | Haminu Dramani       | 1. dubna 1986 (21 let)      |      |      | FC Lokomotiv Moskva        |

### Guinea
Hlavní trenér: Robert Nouzaret
| 0Čís.0 | Poz. | Hráč                  | Datum narození (věk)        | Záp. | Góly | Klub             |
| ------ | ---- | --------------------- | --------------------------- | ---- | ---- | ---------------- |
|        |      | Naby Diarso           | 1. ledna 1977 (31 let)      |      |      | Satellite        |
|        |      | Pascal Feindouno (C)  | 27. února 1981 (26 let)     |      |      | AS Saint-Étienne |
|        |      | Ibrahima Camara       | 1. ledna 1985 (23 let)      |      |      | Le Mans          |
|        |      | Mohamed Cisse         | 10. února 1982 (25 let)     |      |      | Bursaspor        |
|        |      | Bobo Baldé            | 5. října 1975 (32 let)      |      |      | Celtic           |
|        |      | Kamil Zayatte         | 7. března 1985 (22 let)     |      |      | BSC Young Boys   |
|        |      | Fodé Mansaré          | 3. září 1981 (26 let)       |      |      | Toulouse         |
|        |      | Kanfory Sylla         | 7. července 1980 (27 let)   |      |      | Sivasspor        |
|        |      | Victor Correia        | 12. ledna 1985 (23 let)     |      |      | Cherbourg        |
|        |      | Ismaël Bangoura       | 2. ledna 1985 (23 let)      |      |      | FK Dynamo Kyjev  |
|        |      | Souleymane Youla      | 29. listopadu 1981 (26 let) |      |      | Lille OSC        |
|        |      | Alsény Camara         | 4. listopadu 1986 (21 let)  |      |      | Rodez AF         |
|        |      | Mohamed Sakho         | 5. srpna 1988 (19 let)      |      |      | Étoile du Sahel  |
|        |      | Naby Soumah           | 22. dubna 1988 (19 let)     |      |      | Sfaxien          |
|        |      | Oumar Kalabane        | 8. dubna 1981 (26 let)      |      |      | Manisaspor       |
|        |      | Kémoko Camara         | 5. dubna 1975 (32 let)      |      |      | Bez Angažmá      |
|        |      | Mamadou Alimou Diallo | 2. prosince 1984 (23 let)   |      |      | Sivasspor        |
|        |      | Samuel Johnson        | 25. ledna 1984 (23 let)     |      |      | Ismaily          |
|        |      | Karamoko Cisse        | 14. listopadu 1988 (19 let) |      |      | Hellas Verona    |
|        |      | Habib Jean Balde      | 8. února 1985 (22 let)      |      |      | Reims            |
|        |      | Daouda Jabi           | 10. dubna 1981 (26 let)     |      |      | Trabzonspor      |
|        |      | Naby Yattara          | 12. ledna 1984 (24 let)     |      |      | Couillet         |
|        |      | Mamadou Bah           | 25. dubna 1988 (19 let)     |      |      | Strasbourg       |

### Maroko
Hlavní trenér: Henri Michel
| 0Čís.0 | Poz. | Hráč                    | Datum narození (věk)       | Záp. | Góly | Klub                  |
| ------ | ---- | ----------------------- | -------------------------- | ---- | ---- | --------------------- |
|        |      | Nadir Lamyaghri         | 13. února 1976 (31 let)    |      |      | Wydad Casablanca      |
|        |      | Mickaël Chrétien Basser | 10. července 1984 (23 let) |      |      | AS Nancy              |
|        |      | Hicham Mahdoufi         | 5. srpna 1984 (23 let)     |      |      | Metalist Charkov      |
|        |      | Abdeslam Ouaddou        | 1. listopadu 1978 (29 let) |      |      | Valenciennes FC       |
|        |      | Talal El Karkouri       | 8. července 1976 (31 let)  |      |      | Qatar Sports Club     |
|        |      | Amin Erbati             | 3. září 1981 (26 let)      |      |      | Dhafra                |
|        |      | Soufiane Alloudi        | 1. července 1983 (24 let)  |      |      | Al-Ain                |
|        |      | Abdelkarim Kissi        | 5. května 1980 (27 let)    |      |      | Enosis Neon Paralimni |
|        |      | Bouchaib El Moubarki    | 12. ledna 1978 (30 let)    |      |      | Grenoble              |
|        |      | Tarik Sektioui          | 13. května 1977 (30 let)   |      |      | FC Porto              |
|        |      | Moncef Zerka            | 31. srpna 1981 (26 let)    |      |      | Nancy                 |
|        |      | Khalid Fouhami          | 15. prosince 1972 (35 let) |      |      | Raja Casablanca       |
|        |      | Houssine Kharja         | 9. listopadu 1982 (25 let) |      |      | Piacenza              |
|        |      | Abdessamad Chahiri      | 17. května 1982 (25 let)   |      |      | Difaa El Jadida       |
|        |      | Youssef Safri (C)       | 3. ledna 1977 (31 let)     |      |      | Southampton           |
|        |      | Youssef Mokhtari        | 5. března 1979 (28 let)    |      |      | Al-Rayyan Sports Club |
|        |      | Marván Šamach           | 10. ledna 1984 (24 let)    |      |      | Girondins de Bordeaux |
|        |      | Abderrahman Kabous      | 24. dubna 1983 (24 let)    |      |      | CSKA Sofia            |
|        |      | Jamal Alioui            | 6. února 1982 (25 let)     |      |      | Sion                  |
|        |      | Youssouf Hadji          | 3. června 1980 (27 let)    |      |      | AS Nancy              |
|        |      | Badr El Kaddouri        | 31. ledna 1981 (26 let)    |      |      | FC Dynamo Kyjev       |
|        |      | Abdelillah Bagui        | 1. ledna 1978 (30 let)     |      |      | Maghreb Fez           |
|        |      | Hicham Aboucherouane    | 2. dubna 1981 (26 let)     |      |      | Espérance de Tunis    |

### Namibie
Hlavní trenér: Arie Schans
| 0Čís.0 | Poz. | Hráč                  | Datum narození (věk)        | Záp. | Góly | Klub               |
| ------ | ---- | --------------------- | --------------------------- | ---- | ---- | ------------------ |
|        |      | Athiel Mbaha          | 5. prosince 1976 (31 let)   |      |      | Orlando Pirates    |
|        |      | Jeremiah Baisako      | 13. července 1980 (27 let)  |      |      | Free State Stars   |
|        |      | Hartman Toromba       | 2. listopadu 1984 (23 let)  |      |      | Black Leopards     |
|        |      | Maleagi Ngarizemo     | 20. června 1979 (28 let)    |      |      | FC Cape Town       |
|        |      | Richard Gariseb       | 3. února 1980 (27 let)      |      |      | Wits University    |
|        |      | Franklin April        | 18. dubna 1984 (23 let)     |      |      | Civics             |
|        |      | Collin Benjamin       | 3. srpna 1978 (29 let)      |      |      | Hamburger SV       |
|        |      | Oliver Risser (C)     | 17. září 1980 (27 let)      |      |      | Bez angažmá        |
|        |      | Levis Swartbooi       | 18. března 1984 (23 let)    |      |      | Primeiro de Agosto |
|        |      | Abraham Shatimuene    | 2. dubna 1986 (21 let)      |      |      | Primeiro de Agosto |
|        |      | Sydney Plaatjies      | 25. listopadu 1981 (26 let) |      |      | Jomo Cosmos        |
|        |      | Muna Katupose         | 22. února 1988 (19 let)     |      |      | Oshakati City      |
|        |      | Michael Pienaar       | 10. října 1982 (25 let)     |      |      | Free State Stars   |
|        |      | Brian Brendell        | 7. září 1986 (21 let)       |      |      | Civics             |
|        |      | Rudolph Bester        | 19. července 1983 (24 let)  |      |      | Eleven Arrows      |
|        |      | Abisai Shiningayamwe  | 3. srpna 1978 (29 let)      |      |      | Jomo Cosmos        |
|        |      | Quinton Jacobs        | 21. ledna 1979 (28 let)     |      |      | Bryne              |
|        |      | Gottlieb Nakuta       | 8. května 1988 (19 let)     |      |      | Blue Waters        |
|        |      | Lazarus Kaimbi        | 12. srpna 1988 (19 let)     |      |      | Jomo Cosmos        |
|        |      | Pineas Jacob          | 29. října 1985 (22 let)     |      |      | Free State Stars   |
|        |      | Wycliff Kambonde      | 10. ledna 1988 (20 let)     |      |      | Jomo Cosmos        |
|        |      | Jamuovandu Ngatjizeko | 28. prosince 1984 (23 let)  |      |      | Civics             |
|        |      | Ephraim Tjihonge      | 23. května 1986 (21 let)    |      |      | Black Leopards     |

## Skupina B

### Benin
Hlavní trenér: Reinhard Fabisch
| 0Čís.0 | Poz. | Hráč               | Datum narození (věk)        | Záp. | Góly | Klub                |
| ------ | ---- | ------------------ | --------------------------- | ---- | ---- | ------------------- |
|        |      | Rachad Chitou      | 18. září 1976 (31 let)      |      |      | Wikki Tourists      |
|        |      | Djiman Koukou      | 14. listopadu 1980 (27 let) |      |      | Soleil FC           |
|        |      | Khaled Adenon      | 28. července 1985 (22 let)  |      |      | Le Mans             |
|        |      | Bio Ai Traore      | 9. června 1985 (22 let)     |      |      | Panthères FC        |
|        |      | Damien Chrysostome | 24. května 1982 (25 let)    |      |      | Casale              |
|        |      | Jonas Okétola      | 27. srpna 1983 (24 let)     |      |      | Thanda Royal Zulu   |
|        |      | Romauld Boco       | 8. července 1985 (22 let)   |      |      | Accrington Stanley  |
|        |      | Razak Omotoyossi   | 8. října 1985 (22 let)      |      |      | Helsingborgs IF     |
|        |      | Abou Maiga         | 20. září 1985 (22 let)      |      |      | Créteil             |
|        |      | Oumar Tchomogo     | 7. ledna 1978 (30 let)      |      |      | Portimonense        |
|        |      | Oscar Olou         | 16. listopadu 1987 (20 let) |      |      | FC Rouen            |
|        |      | Achille Rouga      | 10. června 1987 (20 let)    |      |      | Stade Rennais FC    |
|        |      | Noël Séka          | 3. září 1984 (23 let)       |      |      | FC Fyn              |
|        |      | Alain Gaspoz       | 16. května 1970 (37 let)    |      |      | FC Bagnes           |
|        |      | Anicet Adjamonsi   | 15. března 1984 (23 let)    |      |      | Créteil             |
|        |      | Yoann Djidonou     | 17. května 1986 (21 let)    |      |      | Red Star Saint-Ouen |
|        |      | Stéphane Sessegnon | 1. června 1984 (23 let)     |      |      | Le Mans             |
|        |      | Seidath Tchomogo   | 13. srpna 1985 (22 let)     |      |      | East Riffa Club     |
|        |      | Jocelyn Ahouéya    | 19. prosince 1985 (22 let)  |      |      | FC Sion             |
|        |      | Wassiou Oladipikpo | 17. prosince 1983 (24 let)  |      |      | JS Kabylie          |
|        |      | Sosthene Soglo     | 3. července 1986 (21 let)   |      |      | Energie FC          |
|        |      | Valere Amoussou    | 13. března 1987 (20 let)    |      |      | Mogas 90 FC         |
|        |      | Abdoulaye Ouzerou  | 24. října 1985 (22 let)     |      |      | Buffles FC          |

### Pobřeží slonoviny
Hlavní trenér: Gérard Gili
| 0Čís.0 | Poz. | Hráč              | Datum narození (věk)        | Záp. | Góly | Klub                     |
| ------ | ---- | ----------------- | --------------------------- | ---- | ---- | ------------------------ |
|        |      | Boubacar Barry    | 30. prosince 1979 (28 let)  |      |      | Lokeren                  |
|        |      | Constant Djapka   | 17. října 1986 (21 let)     |      |      | Pandurii                 |
|        |      | Arthur Boka       | 2. dubna 1983 (24 let)      |      |      | VfB Stuttgart            |
|        |      | Kolo Touré        | 19. března 1981 (26 let)    |      |      | Arsenal                  |
|        |      | Didier Zokora     | 14. prosince 1980 (27 let)  |      |      | Tottenham Hotspur        |
|        |      | Steve Gohouri     | 8. února 1981 (26 let)      |      |      | Borussia Mönchengladbach |
|        |      | Emerse Faé        | 24. ledna 1984 (23 let)     |      |      | Reading                  |
|        |      | Salomon Kalou     | 15. srpna 1985 (22 let)     |      |      | Chelsea                  |
|        |      | Arouna Koné       | 11. listopadu 1983 (24 let) |      |      | Sevilla                  |
|        |      | Gervinho          | 27. května 1987 (20 let)    |      |      | Le Mans                  |
|        |      | Didier Drogba (C) | 11. března 1978 (29 let)    |      |      | Chelsea                  |
|        |      | Abdoulaye Méïté   | 6. října 1980 (27 let)      |      |      | Bolton Wanderers         |
|        |      | Romaric           | 4. června 1983 (24 let)     |      |      | Le Mans                  |
|        |      | Bakari Koné       | 17. září 1981 (26 let)      |      |      | OGC Nice                 |
|        |      | Aruna Dindane     | 26. listopadu 1980 (27 let) |      |      | RC Lens                  |
|        |      | Stephan Loboué    | 23. srpna 1981 (26 let)     |      |      | Greuther Fürth           |
|        |      | Siaka Tiéné       | 22. února 1982 (25 let)     |      |      | AS Saint-Étienne         |
|        |      | Kader Keïta       | 6. srpna 1981 (26 let)      |      |      | Olympique Lyonnais       |
|        |      | Yaya Touré        | 13. května 1983 (24 let)    |      |      | FC Barcelona             |
|        |      | Boubacar Sanogo   | 12. prosince 1982 (25 let)  |      |      | Werder Bremen            |
|        |      | Emmanuel Eboué    | 4. června 1983 (24 let)     |      |      | Arsenal                  |
|        |      | Marc Zoro         | 27. prosince 1983 (24 let)  |      |      | SL Benfica               |
|        |      | Tiassé Koné       | 17. října 1987 (20 let)     |      |      | PFC Spartak Nalčik       |

### Mali
Hlavní trenér: Jean-François Jodar
| 0Čís.0 | Poz. | Hráč                  | Datum narození (věk)       | Záp. | Góly | Klub                |
| ------ | ---- | --------------------- | -------------------------- | ---- | ---- | ------------------- |
|        |      | Mahamadou Sidibè      | 8. října 1978 (29 let)     |      |      | Giannina            |
|        |      | Boubacar Koné         | 21. srpna 1984 (23 let)    |      |      | Maghreb Fez         |
|        |      | Adama Tamboura        | 18. května 1985 (22 let)   |      |      | Helsingborg         |
|        |      | Adama Coulibaly       | 10. září 1980 (27 let)     |      |      | RC Lens             |
|        |      | Souleymane Diamoutene | 30. ledna 1983 (24 let)    |      |      | US Lecce            |
|        |      | Mahamadou Diarra (C)  | 18. května 1981 (26 let)   |      |      | Real Madrid         |
|        |      | Mamady Sidibe         | 18. prosince 1979 (28 let) |      |      | Stoke City          |
|        |      | Bassala Touré         | 21. února 1976 (31 let)    |      |      | Levadikos           |
|        |      | Amadou Sidibé         | 19. února 1986 (21 let)    |      |      | Djoliba AC          |
|        |      | Dramane Traoré        | 17. června 1982 (25 let)   |      |      | FC Lokomotiv Moskva |
|        |      | Djibril Sidibe        | 23. března 1982 (25 let)   |      |      | Châteauroux         |
|        |      | Seydou Keita          | 16. ledna 1980 (28 let)    |      |      | Sevilla             |
|        |      | Mamadou Diallo        | 17. dubna 1982 (25 let)    |      |      | Qatar SC            |
|        |      | Drissa Diakité        | 18. února 1985 (22 let)    |      |      | OGC Nice            |
|        |      | Cédric Kanté          | 6. července 1979 (28 let)  |      |      | OGC Nice            |
|        |      | Soumaila Diakite      | 25. srpna 1984 (23 let)    |      |      | Stade Malien        |
|        |      | Sammy Traoré          | 25. února 1976 (31 let)    |      |      | AJ Auxerre          |
|        |      | Souleymane Dembélé    | 3. září 1984 (23 let)      |      |      | Djoliba AC          |
|        |      | Frédéric Kanouté      | 2. září 1977 (30 let)      |      |      | Sevilla             |
|        |      | Mohamed Sissoko       | 27. ledna 1985 (22 let)    |      |      | Liverpool           |
|        |      | Mahamadou Dissa       | 18. května 1979 (28 let)   |      |      | Roeselare           |
|        |      | Oumar Sissoko         | 13. září 1987 (20 let)     |      |      | FC Metz             |
|        |      | Moussa Coulibaly      | 19. května 1981 (26 let)   |      |      | MC Algiers          |

### Nigérie
Hlavní trenér: Berti Vogts
| 0Čís.0 | Poz. | Hráč                 | Datum narození (věk)        | Záp. | Góly | Klub                    |
| ------ | ---- | -------------------- | --------------------------- | ---- | ---- | ----------------------- |
|        |      | Vincent Enyeama      | 29. srpna 1982 (25 let)     |      |      | Hapoel Tel Aviv         |
|        |      | Joseph Yobo          | 6. září 1980 (27 let)       |      |      | Everton                 |
|        |      | Taye Taiwo           | 16. dubna 1985 (22 let)     |      |      | Olympique de Marseille  |
|        |      | Nwankwo Kanu (C)     | 1. srpna 1976 (31 let)      |      |      | Portsmouth              |
|        |      | Obinna Nwaneri       | 18. března 1982 (25 let)    |      |      | Sion                    |
|        |      | Danny Shittu         | 2. září 1980 (27 let)       |      |      | Watford                 |
|        |      | John Utaka           | 8. ledna 1982 (26 let)      |      |      | Portsmouth              |
|        |      | Yakubu Aiyegbeni     | 22. listopadu 1982 (25 let) |      |      | Everton                 |
|        |      | Obafemi Martins      | 28. října 1984 (23 let)     |      |      | Newcastle United        |
|        |      | Mikel John Obi       | 22. dubna 1987 (20 let)     |      |      | Chelsea                 |
|        |      | Peter Odemwingie     | 15. července 1981 (26 let)  |      |      | FC Lokomotiv Moskva     |
|        |      | Austin Ejide         | 8. dubna 1984 (23 let)      |      |      | Bastia                  |
|        |      | Rabiu Afolabi        | 18. dubna 1980 (27 let)     |      |      | Sochaux                 |
|        |      | Seyi Olofinjana      | 12. června 1980 (27 let)    |      |      | Wolverhampton Wanderers |
|        |      | Ikechukwu Uche       | 5. ledna 1984 (24 let)      |      |      | Getafe                  |
|        |      | Dickson Etuhu        | 8. června 1982 (25 let)     |      |      | Sunderland              |
|        |      | Stephen Makinwa      | 26. července 1983 (24 let)  |      |      | SS Lazio                |
|        |      | Victor Nsofor Obinna | 25. března 1987 (20 let)    |      |      | Chievo                  |
|        |      | Ifeanyi Emeghara     | 24. března 1984 (23 let)    |      |      | FC Steaua Bucureşti     |
|        |      | Onyekachi Okonkwo    | 13. května 1982 (25 let)    |      |      | Zürich                  |
|        |      | Richard Eromoigbe    | 26. června 1984 (23 let)    |      |      | PFK Levski Sofia        |
|        |      | Onyekachi Apam       | 30. prosince 1985 (22 let)  |      |      | OGC Nice                |
|        |      | Dele Aiyenugba       | 20. listopadu 1983 (24 let) |      |      | Bnei Yehuda             |

## Skupina C

### Kamerun
Hlavní trenér: Otto Pfister
| 0Čís.0 | Poz. | Hráč                   | Datum narození (věk)        | Záp. | Góly | Klub                   |
| ------ | ---- | ---------------------- | --------------------------- | ---- | ---- | ---------------------- |
|        |      | Carlos Kameni          | 18. února 1984 (23 let)     |      |      | Espanyol               |
|        |      | Gilles Augustin Binya  | 29. srpna 1984 (23 let)     |      |      | Benfica                |
|        |      | Bill Tchato            | 14. května 1975 (32 let)    |      |      | Qatar SC               |
|        |      | Rigobert Song(C)       | 1. července 1976 (31 let)   |      |      | Galatasaray SK         |
|        |      | Timothée Atouba        | 17. února 1982 (25 let)     |      |      | Hamburger SV           |
|        |      | Benoit Angbwa          | 1. ledna 1982 (26 let)      |      |      | Křídla Sovětů Samara   |
|        |      | Modeste M'bami         | 9. října 1982 (25 let)      |      |      | Olympique de Marseille |
|        |      | Geremi Njitap          | 20. prosince 1978 (29 let)  |      |      | Newcastle United       |
|        |      | Samuel Eto'o           | 10. března 1981 (26 let)    |      |      | FC Barcelona           |
|        |      | Achille Emana          | 5. června 1982 (25 let)     |      |      | Toulouse FC            |
|        |      | Jean II Makoun         | 29. května 1983 (24 let)    |      |      | Lille OSC              |
|        |      | Alain Nkong            | 6. dubna 1979 (28 let)      |      |      | Atlante                |
|        |      | Landry N'Guemo         | 28. listopadu 1985 (22 let) |      |      | AS Nancy               |
|        |      | Joel Epalle            | 20. února 1978 (29 let)     |      |      | VfL Bochum             |
|        |      | Alexandre Song         | 9. září 1987 (20 let)       |      |      | Arsenal                |
|        |      | Souleymanou Hamidou    | 22. listopadu 1973 (34 let) |      |      | Denizlispor            |
|        |      | Mohamadou Idrissou     | 8. března 1980 (27 let)     |      |      | MSV Duisburg           |
|        |      | Bertin Tomou           | 8. srpna 1978 (29 let)      |      |      | RE Mouscron            |
|        |      | Stephane Mbia          | 20. května 1986 (21 let)    |      |      | Stade Rennais          |
|        |      | Paul Essola            | 13. prosince 1981 (26 let)  |      |      | SC Bastia              |
|        |      | Joseph-Desire Job      | 1. prosince 1977 (30 let)   |      |      | OGC Nice               |
|        |      | Janvier Charles Mbarga | 27. září 1985 (22 let)      |      |      | Canon Yaoundé          |
|        |      | André Bikey            | 8. ledna 1985 (23 let)      |      |      | Reading                |

### Egypt
Hlavní trenér: Hassan Shehata
| 0Čís.0 | Poz. | Hráč                 | Datum narození (věk)        | Záp. | Góly | Klub           |
| ------ | ---- | -------------------- | --------------------------- | ---- | ---- | -------------- |
|        |      | Essam El-Hadary      | 15. ledna 1973 (35 let)     |      |      | Al-Ahly        |
|        |      | Mahmoud Fathallah    | 12. února 1982 (25 let)     |      |      | Al-Zamalek     |
|        |      | Ahmed El-Mohamadi    | 9. září 1987 (20 let)       |      |      | ENPPI          |
|        |      | Ibrahim Said         | 16. října 1979 (28 let)     |      |      | Ankaragücü     |
|        |      | Shady Mohamed        | 29. listopadu 1977 (30 let) |      |      | Al-Ahly        |
|        |      | Hani Said            | 22. dubna 1980 (27 let)     |      |      | Ismaily        |
|        |      | Ahmed Fathy          | 10. listopadu 1984 (23 let) |      |      | Al-Ahly        |
|        |      | Hosny                | 1. listopadu 1984 (23 let)  |      |      | Ismaily        |
|        |      | Mohamed Zidan        | 11. prosince 1981 (26 let)  |      |      | Hamburg        |
|        |      | Emad Moteab          | 20. února 1983 (24 let)     |      |      | Al-Ahly        |
|        |      | Mohamed Shawky       | 5. října 1981 (26 let)      |      |      | Middlesbrough  |
|        |      | Omar Gamal           | 16. září 1982 (25 let)      |      |      | Ismaily        |
|        |      | Tarek El-Sayed       | 9. října 1978 (29 let)      |      |      | Al-Zamalek     |
|        |      | Sayed Moawad         | 25. února 1979 (28 let)     |      |      | Ismaily        |
|        |      | Ahmed Shaaban        | 10. října 1978 (29 let)     |      |      | Petrojet       |
|        |      | Mohamed Abdel Monsef | 6. února 1977 (30 let)      |      |      | Al-Zamalek     |
|        |      | Ahmed Hassan(C)      | 2. května 1975 (32 let)     |      |      | RSC Anderlecht |
|        |      | Mohamed Fadl         | 21. července 1981 (26 let)  |      |      | Ismaily        |
|        |      | Amr Zaky             | 1. dubna 1983 (24 let)      |      |      | Al-Zamalek     |
|        |      | Wael Gomaa           | 3. srpna 1975 (32 let)      |      |      | Al-Siliya      |
|        |      | Hassan Mostafa       | 20. listopadu 1979 (28 let) |      |      | Al-Wahda       |
|        |      | Mohamed Aboutreika   | 7. listopadu 1978 (29 let)  |      |      | Al-Ahly        |
|        |      | Mohamed Sobhy        | 30. srpna 1981 (26 let)     |      |      | Ismaily        |

### Súdán
Hlavní trenér:  Mohamed Abdallah
| 0Čís.0 | Poz. | Hráč                              | Datum narození (věk)        | Záp. | Góly | Klub       |
| ------ | ---- | --------------------------------- | --------------------------- | ---- | ---- | ---------- |
|        |      | Akram Salim                       | 27. února 1987 (20 let)     |      |      | Al-Merrikh |
|        |      | Omer Bakhit                       | 24. listopadu 1984 (23 let) |      |      | Al-Hilal   |
|        |      | Musa Al Tayeb                     | 15. června 1984 (23 let)    |      |      | Al-Merrikh |
|        |      | Mohamed Khider                    | 1. ledna 1985 (23 let)      |      |      | Al-Hilal   |
|        |      | Alaa Eldin Yousif                 | 1. ledna 1982 (26 let)      |      |      | Al-Hilal   |
|        |      | Richard Gastin                    | 5. října 1979 (28 let)      |      |      | Al-Hilal   |
|        |      | Alaadin Ahmed Katoul Gibril       | 7. prosince 1978 (29 let)   |      |      | Al-Hilal   |
|        |      | Haitham Mustafa                   | 19. července 1977 (30 let)  |      |      | Al-Hilal   |
|        |      | Hamouda Bashir                    | 1. ledna 1983 (25 let)      |      |      | Al-Hilal   |
|        |      | Haytham Tambal                    | 28. listopadu 1978 (29 let) |      |      | Al-Merrikh |
|        |      | Alaa Babiker                      | 16. prosince 1984 (23 let)  |      |      | Al-Merrikh |
|        |      | Bader Galag                       | 1. dubna 1981 (26 let)      |      |      | Al-Merrikh |
|        |      | Mohamed Tahir                     | 3. prosince 1982 (25 let)   |      |      | Al-Hilal   |
|        |      | Mugahid Ahmed Mohamed             | 19. ledna 1976 (32 let)     |      |      | Al-Merrikh |
|        |      | Amir Koku                         | 8. prosince 1979 (28 let)   |      |      | Al-Merrikh |
|        |      | Elmuez Mahgoub Abdalla            | 14. srpna 1978 (29 let)     |      |      | Al-Hilal   |
|        |      | Faisal Agab                       | 24. srpna 1978 (29 let)     |      |      | Al-Merrikh |
|        |      | Khalid Jolit                      | 3. ledna 1981 (27 let)      |      |      | Al-Hilal   |
|        |      | Ahmed Adam Al Basha               | 2. ledna 1982 (26 let)      |      |      | Al-Merrikh |
|        |      | Abdel Amari                       | 20. srpna 1984 (23 let)     |      |      | Al-Merrikh |
|        |      | Bahaeddine Mohamed Abdellah Rihan | 1. ledna 1978 (30 let)      |      |      | Al-Merrikh |
|        |      | Saifeldin Masawi                  |                             |      |      | Al-Hilal   |
|        |      | Hassan Korongo                    | 18. února 1985 (22 let)     |      |      | Al-Hilal   |

### Zambie
Hlavní trenér: Patrick Phiri
| 0Čís.0 | Poz. | Hráč             | Datum narození (věk)        | Záp. | Góly | Klub                 |
| ------ | ---- | ---------------- | --------------------------- | ---- | ---- | -------------------- |
|        |      | Mike Poto        | 15. ledna 1981 (27 let)     |      |      | Green Buffaloes FC   |
|        |      | Jacob Mulenga    | 12. února 1984 (23 let)     |      |      | Strasbourg           |
|        |      | Kennedy Nketani  | 25. listopadu 1984 (23 let) |      |      | Zanaco F.C.          |
|        |      | Joseph Musonda   | 30. května 1977 (30 let)    |      |      | Golden Arrows        |
|        |      | Hichani Himoonde | 15. června 1985 (22 let)    |      |      | Lusaka Dynamos F.C.  |
|        |      | Francis Kasonde  | 28. prosince 1979 (28 let)  |      |      | Power Dynamos FC     |
|        |      | Clifford Mulenga | 5. srpna 1987 (20 let)      |      |      | Maccabi Petach Tikva |
|        |      | Isaac Chansa     | 23. března 1984 (23 let)    |      |      | Helsingborg          |
|        |      | Felix Sunzu      | 2. května 1989 (18 let)     |      |      | Konkola Blades       |
|        |      | Ian Bakala       | 1. listopadu 1980 (27 let)  |      |      | Primeiro de Agosto   |
|        |      | Chris Katongo    | 31. srpna 1982 (25 let)     |      |      | Brøndby              |
|        |      | Dube Phiri       | 16. ledna 1983 (25 let)     |      |      | Primeiro de Agosto   |
|        |      | Willy Chinyama   | 19. dubna 1984 (23 let)     |      |      | ZESCO United FC      |
|        |      | Emmanuel Mayuka  | 21. listopadu 1990 (17 let) |      |      | Kabwe Warriors       |
|        |      | Kampamba Chintu  | 28. prosince 1980 (27 let)  |      |      | Free State Stars     |
|        |      | Kennedy Mweene   | 11. prosince 1984 (23 let)  |      |      | Free State Stars     |
|        |      | Rainford Kalaba  | 14. srpna 1986 (21 let)     |      |      | ZESCO United FC      |
|        |      | Billy Mwanza     | 1. ledna 1983 (25 let)      |      |      | Golden Arrows        |
|        |      | Clive Hachilensa | 17. září 1979 (28 let)      |      |      | ZESCO United FC      |
|        |      | Felix Katongo    | 18. dubna 1984 (23 let)     |      |      | Primeiro de Agosto   |
|        |      | James Chamanga   | 2. února 1980 (27 let)      |      |      | Moroka Swallows      |
|        |      | Kalililo Kakonje | 1. ledna 1985 (23 let)      |      |      | AmaZulu FC           |
|        |      | William Njovu    | 27. dubna 1987 (20 let)     |      |      | Lusaka Dynamos       |

## Skupina D

### Angola
Hlavní trenér: Luís Oliveira Gonçalves
| 0Čís.0 | Poz. | Hráč          | Datum narození (věk)        | Záp. | Góly | Klub              |
| ------ | ---- | ------------- | --------------------------- | ---- | ---- | ----------------- |
|        |      | Lamá          | 1. února 1981 (26 let)      |      |      | Petro Atletico    |
|        |      | Marco Airosa  | 6. srpna 1984 (23 let)      |      |      | Fátima            |
|        |      | Jamba         | 10. července 1977 (30 let)  |      |      | AS Aviacao        |
|        |      | Machado       | 24. prosince 1985 (22 let)  |      |      | Anadia            |
|        |      | Kali          | 11. října 1978 (29 let)     |      |      | FC Sion           |
|        |      | Yamba Asha    | 31. července 1978 (29 let)  |      |      | Petro Atletico    |
|        |      | Figueiredo    | 28. listopadu 1972 (35 let) |      |      | Öster             |
|        |      | André Macanga | 4. května 1978 (29 let)     |      |      | Al-Kuwait         |
|        |      | Mateus        | 19. června 1984 (23 let)    |      |      | Boavista          |
|        |      | Maurito       | 24. června 1981 (26 let)    |      |      | Al-Kuwait         |
|        |      | Gilberto      | 21. července 1982 (25 let)  |      |      | Al-Ahly           |
|        |      | Nuno          | 27. února 1980 (27 let)     |      |      | AS Aviacao        |
|        |      | Édson         | 2. března 1980 (27 let)     |      |      | Paços de Ferreira |
|        |      | Mendonça      | 9. října 1982 (25 let)      |      |      | Belenenses        |
|        |      | Rui Marques   | 3. září 1977 (30 let)       |      |      | Leeds United      |
|        |      | Flávio        | 30. prosince 1979 (28 let)  |      |      | Al-Ahly           |
|        |      | Zé Kalanga    | 12. října 1983 (24 let)     |      |      | Boavista          |
|        |      | Love          | 14. března 1979 (28 let)    |      |      | Primeiro Agosto   |
|        |      | Dedé          | 4. července 1981 (26 let)   |      |      | Paços de Ferreira |
|        |      | Locó          | 25. prosince 1984 (23 let)  |      |      | Primeiro Agosto   |
|        |      | Luis Delgado  | 1. listopadu 1979 (28 let)  |      |      | Metz              |
|        |      | Mário         | 1. června 1985 (22 let)     |      |      | InterClube        |
|        |      | Manucho       | 7. března 1983 (24 let)     |      |      | Petro Atlético    |

### Senegal
Hlavní trenér: Lamine N'Diaye
| 0Čís.0 | Poz. | Hráč                  | Datum narození (věk)                           | Záp. | Góly | Klub                     |
| ------ | ---- | --------------------- | ---------------------------------------------- | ---- | ---- | ------------------------ |
|        |      | Tony Sylva            | 17. května 1975 (32 let)                       |      |      | Lille OSC                |
|        |      | Ibrahima Sonko        | Chyba: příliš mnoho volání #time 1981 (26 let) |      |      | Reading                  |
|        |      | Guirane N'Daw         | Chyba: příliš mnoho volání #time 1984 (23 let) |      |      | Sochaux                  |
|        |      | Mohammud Adama Sarr   | Chyba: příliš mnoho volání #time 1983 (24 let) |      |      | Standard Liège           |
|        |      | Souleymane Diawara    | Chyba: příliš mnoho volání #time 1978 (29 let) |      |      | FC Girondins de Bordeaux |
|        |      | Ibrahima Faye         | Chyba: příliš mnoho volání #time 1979 (28 let) |      |      | Troyes AC                |
|        |      | Henri Camara          | Chyba: příliš mnoho volání #time 1977 (30 let) |      |      | West Ham United          |
|        |      | Mamadou Niang         | Chyba: příliš mnoho volání #time 1983 (24 let) |      |      | Olympique de Marseille   |
|        |      | Babacar Gueye         | Chyba: příliš mnoho volání #time 1986 (21 let) |      |      | FC Metz                  |
|        |      | Ousmane N'Doye        | Chyba: příliš mnoho volání #time 1978 (29 let) |      |      | Académica de Coimbra     |
|        |      | El Hadji Diouf (C)    | Chyba: příliš mnoho volání #time 1981 (27 let) |      |      | Bolton Wanderers         |
|        |      | Moustapha Bayal Sall  | Chyba: příliš mnoho volání #time 1985 (22 let) |      |      | AS Saint-Étienne         |
|        |      | Lamine Diatta         | Chyba: příliš mnoho volání #time 1975 (32 let) |      |      | Beşiktaş JK              |
|        |      | Papa Waigo N'Diayè    | Chyba: příliš mnoho volání #time 1984 (24 let) |      |      | Genoa CFC                |
|        |      | Diomansy Kamara       | Chyba: příliš mnoho volání #time 1980 (27 let) |      |      | Fulham                   |
|        |      | Cheick N'Diaye        | Chyba: příliš mnoho volání #time 1985 (22 let) |      |      | Creteil                  |
|        |      | Modou Sougou          | Chyba: příliš mnoho volání #time 1984 (23 let) |      |      | União de Leiria          |
|        |      | Frédéric Mendy        | Chyba: příliš mnoho volání #time 1981 (26 let) |      |      | SC Bastia                |
|        |      | Papa Bouba Diop       | Chyba: příliš mnoho volání #time 1980 (27 let) |      |      | Portsmouth               |
|        |      | Abdoulaye Diagne-Faye | Chyba: příliš mnoho volání #time 1978 (29 let) |      |      | Newcastle United         |
|        |      | Habib Beye            | Chyba: příliš mnoho volání #time 1977 (30 let) |      |      | Newcastle United         |
|        |      | Papa Malick Ba        | Chyba: příliš mnoho volání #time 1980 (27 let) |      |      | FC Basel                 |
|        |      | Bouna Coundoul        | Chyba: příliš mnoho volání #time 1982 (25 let) |      |      | Colorado Rapids          |

### Jihoafrická republika
Hlavní trenér: Carlos Alberto Parreira
| 0Čís.0 | Poz. | Hráč                | Datum narození (věk)                           | Záp. | Góly | Klub                |
| ------ | ---- | ------------------- | ---------------------------------------------- | ---- | ---- | ------------------- |
|        |      | Rowen Fernandez     | Chyba: příliš mnoho volání #time 1978 (29 let) |      |      | Arminia Bielefeld   |
|        |      | Bevan Fransman      | Chyba: příliš mnoho volání #time 1983 (24 let) |      |      | Moroka Swallows     |
|        |      | Tsepo Masilela      | Chyba: příliš mnoho volání #time 1985 (22 let) |      |      | Maccabi Haifa       |
|        |      | Aaron Mokoena       | Chyba: příliš mnoho volání #time 1980 (27 let) |      |      | Blackburn Rovers    |
|        |      | Nasief Morris       | Chyba: příliš mnoho volání #time 1981 (26 let) |      |      | Panathinaikos       |
|        |      | Lance Davids        | Chyba: příliš mnoho volání #time 1985 (22 let) |      |      | Djurgården          |
|        |      | Tumelo Nhlapo       | Chyba: příliš mnoho volání #time 1988 (20 let) |      |      | Bloemfontein Celtic |
|        |      | Siphiwe Tshabalala  | Chyba: příliš mnoho volání #time 1984 (23 let) |      |      | Kaizer Chiefs       |
|        |      | Surprise Moriri     | Chyba: příliš mnoho volání #time 1980 (27 let) |      |      | Mamelodi Sundowns   |
|        |      | Steven Pienaar      | Chyba: příliš mnoho volání #time 1982 (25 let) |      |      | Everton             |
|        |      | Elrio van Heerden   | Chyba: příliš mnoho volání #time 1983 (24 let) |      |      | Club Brugge         |
|        |      | Teko Modise         | Chyba: příliš mnoho volání #time 1982 (25 let) |      |      | Orlando Pirates     |
|        |      | Benson Mhlongo      | Chyba: příliš mnoho volání #time 1980 (27 let) |      |      | Mamelodi Sundowns   |
|        |      | Lerato Chabangu     | Chyba: příliš mnoho volání #time 1985 (22 let) |      |      | Mamelodi Sundowns   |
|        |      | Sibusiso Zuma       | Chyba: příliš mnoho volání #time 1975 (32 let) |      |      | Arminia Bielefeld   |
|        |      | Moeneeb Josephs     | Chyba: příliš mnoho volání #time 1980 (27 let) |      |      | Bidvest Wits        |
|        |      | Katlego Mphela      | Chyba: příliš mnoho volání #time 1984 (23 let) |      |      | Supersport United   |
|        |      | Excellent Walaza    | Chyba: příliš mnoho volání #time 1987 (20 let) |      |      | Orlando Pirates     |
|        |      | Bryce Moon          | Chyba: příliš mnoho volání #time 1986 (21 let) |      |      | Ajax Cape Town      |
|        |      | Brett Evans         | Chyba: příliš mnoho volání #time 1982 (25 let) |      |      | Ajax Cape Town      |
|        |      | Thembinkosi Fanteni | Chyba: příliš mnoho volání #time 1984 (23 let) |      |      | Maccabi Haifa       |
|        |      | Kagiso Dikgacoi     | 24. listopadu 1984 (23 let)                    |      |      | Golden Arrows       |
|        |      | Itumeleng Khune     | Chyba: příliš mnoho volání #time 1987 (20 let) |      |      | Kaizer Chiefs       |

### Tunisko
Hlavní trenér: Roger Lemerre
| 0Čís.0 | Poz. | Hráč                         | Datum narození (věk)                           | Záp. | Góly | Klub                |
| ------ | ---- | ---------------------------- | ---------------------------------------------- | ---- | ---- | ------------------- |
|        |      | Hamdi Kasraoui               | Chyba: příliš mnoho volání #time 1983 (25 let) |      |      | Espérance de Tunis  |
|        |      | Saïf Ghezal                  | Chyba: příliš mnoho volání #time 1981 (26 let) |      |      | BSC Young Boys      |
|        |      | Karim Haggui                 | Chyba: příliš mnoho volání #time 1984 (24 let) |      |      | Bayer Leverkusen    |
|        |      | Wisam El-Abdy                | Chyba: příliš mnoho volání #time 1979 (28 let) |      |      | Al-Zamalek          |
|        |      | Wissam El Bekri              | Chyba: příliš mnoho volání #time 1984 (23 let) |      |      | Espérance de Tunis  |
|        |      | Radhouène Felhi              | Chyba: příliš mnoho volání #time 1984 (23 let) |      |      | Étoile du Sahel     |
|        |      | Chaouki Ben Saada            | Chyba: příliš mnoho volání #time 1984 (23 let) |      |      | SC Bastia           |
|        |      | Mehdi Nafti                  | 28. listopadu 1978 (29 let)                    |      |      | Birmingham City     |
|        |      | Yassine Chikhaoui            | Chyba: příliš mnoho volání #time 1986 (21 let) |      |      | FC Zürich           |
|        |      | Kamel Zaïem                  | Chyba: příliš mnoho volání #time 1983 (24 let) |      |      | Espérance de Tunis  |
|        |      | Francileudo Silva dos Santos | Chyba: příliš mnoho volání #time 1979 (28 let) |      |      | Toulouse FC         |
|        |      | Jaouhar Mnari                | Chyba: příliš mnoho volání #time 1976 (31 let) |      |      | 1. FC Norimberk     |
|        |      | Saber Ben Frej               | Chyba: příliš mnoho volání #time 1979 (28 let) |      |      | Étoile du Sahel     |
|        |      | Chaker Zouaghi               | Chyba: příliš mnoho volání #time 1985 (23 let) |      |      | FC Lokomotiv Moskva |
|        |      | Radhi Jaïdi                  | Chyba: příliš mnoho volání #time 1975 (32 let) |      |      | Birmingham City     |
|        |      | Aymen Mathlouthi             | Chyba: příliš mnoho volání #time 1984 (23 let) |      |      | Étoile du Sahel     |
|        |      | Issam Jomaa                  | Chyba: příliš mnoho volání #time 1984 (23 let) |      |      | SM Caen             |
|        |      | Yassin Mikari                | Chyba: příliš mnoho volání #time 1983 (25 let) |      |      | Grasshoppers Zürich |
|        |      | Mehdi Meriah                 | Chyba: příliš mnoho volání #time 1979 (28 let) |      |      | Étoile du Sahel     |
|        |      | Mehdi Ben Dhifallah          | Chyba: příliš mnoho volání #time 1983 (24 let) |      |      | Étoile du Sahel     |
|        |      | Mejdi Traoui                 | Chyba: příliš mnoho volání #time 1983 (24 let) |      |      | Étoile du Sahel     |
|        |      | Adel Nefzi                   | Chyba: příliš mnoho volání #time 1974 (33 let) |      |      | Club Africain       |
|        |      | Mohamed Amine Chermiti       | Chyba: příliš mnoho volání #time 1987 (20 let) |      |      | Étoile du Sahel     |